# سیارک ۱۹۱۳
سیارک ۱۹۱۳ (به انگلیسی: 1913 Sekanina، نامگذاری:1928SF) هزار و نهصد و سیزدهمین سیارک کشف شده‌است که در ۲۲ سپتامبر ۱۹۲۸ و در هایدلبرگ کشف شد.
قدر مطلق سیارک برابر ۱۱٫۵۰ است.